# التكوين القائم على المعرفة
التكوين القائم على المعرفة أو كما يشار إليه تكوين المنتج أو تخصيصه، فهي عملية تخصيص المنتج لتلبية احتياجات عملاء معينين.فالمنتج المعني به قد يتألف من اجزاء ميكانيكية، خدمات وحتى برامج.فالتكوين المستند على المعرفة هو مجال تطبيقي للذكاء الاصطناعي (AI) يستند إلى نمذجة التكوينات بطريقة تسمح باستخدام تقنيات الذكاء الاصطناعي للبحث عن تكوين صالح لتلبية احتياجات عميل معين.

## نبذة عن التكوين
التكوين القائم على المعرفة (واحد من أكثر المنتجات والخدمات تعقيدا) يمتد له تاريخ عريق كأعتباره ذكاء اصطناعي تطبيقي.
فالتكوين بصفة غير رسمية من الممكن ان يعرّف انه «حالة خاصة لعملية التصميم» وريثما يجري تكوين الاداة يتم تجميعها من مثيلات مجموعة ثابتة من العناصر المحددة ليتم تشكيلها مع مراعاة بعض القيود. مثل القيود التقنية والتي تتعلق بالجوانب الاقتصادية. والعوامل المتعلقة بظروف الإنتاج.فنتيجة تشكيل المنتج هي تكوينه (كالتكوين الملموس). ومن الممكن حدوث قائمة من المثيلات وفي بعض الحالات أيضاً هنالك روابط بين هذه الامثلة تربط بينها.
و من بعض الامثلة على هذه التكوينات الحواسيب التي قد صُدّرت أو عروض الخدمات المالية (وعلى سبيل المثال، مجتمعة ما بين القروض المالية والتأمين للأخطار المماثلة)

## نظم التكوين
نظم التكوين أو كما يعرف بالضابط أو ادوات التخصيص الشاملة فهي تعتبر من انجح الادوات التي طبقت تقنية الذكاء الاصطناعي.فعلى سبيل المثال صناعة المركبات والشبكات السلكية واللاسلكية وحتى صناعة الحواسيب ومحولات الطاقة الكهربائية استنادا على قواعد مثل R1/xcon المختصة في تقديم المعرفة (على غرار التمثيلات القائمة على المعرفة) فقد تم تطويرها والتي تفصل بدقة بين مجال معرفة المنتج عن حل المشكلات.
و على سبيل المثال مشكلة الترضية الجبرية ومشكلة التشبع بالمنطق، واختلافات في تمثيلات معدل البرمجة (ASP).
هنالك نوعان من المفاهيم الشائعة عادة ما يتم الاستشهاد بها في معرفة التكوين.واهمها العناصر المكونة للمنتج، والموانئ والموارد والمهام.فقد اثمر هذا الانفصال بين مجال معرفة المنتج وحل المشكلات إلى زيادة كفاءة تطوير تطبيق التكوين وصيانته.
و منذ ان تمت التغييرات على مجال تكوين المنتج اتضح انها لا تؤثر على إستراتيجيات البحث والعكس صحيح.
و عادة ما يتم اعتبار المكونات «مجموعة ادوات للابتكارات المفتوحة» ومما يعني انها ادوات تساعد العميل في مرحلة تحديد المنتج. وفي هذا الصدد يصبح العملاء أكثر ايضاحا في احتياجاتهم مما يثمر عن إنشاء افكار مبتكرة جديدة.
«الارتباك الشامل» معظم العملاء من خلال عدد كبير من شتى بدائل الحلول الممكنة (الخيارات) فهي ظاهرة عادة ما تكون متزامنة مع تطبيقات تقنيات التكوين، دفعت هذه الظاهرة إلى خلق بيئات مهيئة لتتماشى مع العميل وتفضيلاته.

## عملية التكوين
اسس التكوين وهي تقديم ارشادات للعميل والتأكد من تناسب متطلبات العميل مع قواعد المعرفة.
يعتبر تقديم الحلول وتحويل نتائج التكوين إلى لائحة مواد (BOM) من المهام الرئيسية التي يجب دعمها من اتجاه المكونين.فعادة ما يتم خلق قواعد لمعرفة التكوين باستخدام لغات خاصة
وفي الغالب من يطور قواعد المعرفة هم مهندسي المعرفة مِمَن يستنبطون المنتج.
فالتسويق والمبيعات من اختصاص من لهم خبرة في هذا المجال.فتتكون قواعد معرفة التكوين من وصف رسمي لهيكلة المنتج وقيود أخرى تقيد من ميزات المنتج الممكنة وتراكيب مكوناته.

تستخدم أدوات التكوين المعروفة بمكوِّن المنتج القائم على خصائص المجموعة من المتغيرات المنفصلة إما ان تكون ثنائية أو تحتوي على إحدى القيم المتعددة وتؤثر كل من هذه المتغيرات اختلافات ممكنه في المنتج.

## تكوين البرامج والخدمات
تم مؤخرا توسيع التكوين القائم على المعرفة إلى توفير الخدمات وتكوين البرمجيات.فقد تم نمذجة تكوين البرمجيات على اساس نهجين اساسيين هما: نمذجة السمات والمواصلات التكوينية. وما نعنيه بـkumbang هو علم يجمع بين مجال الانطولوجيا والاساليب السابقة بناء على عادات وتقاليد التكوين القائم على المعرفة.

## روابط خارجية
- أكثر من 20 عامًا من ورش العمل الدولية حول التكوين

## نمذجة البحوث
- 1991 PLAKON / Project TeX-K
- 1999 Konwerk / Project Prokon
- 2002 ConIPF
- 2003 WeCoTin
- 2005 أدوات كومبانج
- 2014 WeeVis (بيئة تعليمية معتمدة على Wiki للمشاكل البسيطة)

## مجلة القضايا الخاصة على التكوين
- AIEDAM 1998 العدد الخاص على تصميم التكوين
- العدد الخاص للأنظمة الذكية IEEE بشأن التكوين 1998 (المجلد 13، العدد 4)
- AIEDAM 2003 العدد الخاص على التكوين
- إصدار IEEE من الأنظمة الذكية حول التكوين 2007
- عدد خاص عن التهيئة في المجلة الدولية للتخصيص الجماهيري 2006
- المجلة الدولية للتخصيص الشامل، العدد الخاص حول «التقدم في أنظمة التكوين» 2010 (المجلد 3، العدد: 4).
- AIEDAM 2011 العدد الخاص على التكوين
- AI Communications 2013 العدد الخاص في التقنيات الهندسية لقواعد المعرفة